# 여름의 문
〈여름의 문〉(일본어: 夏の扉 나츠노토비라[*])은 일본의 가수 마츠다 세이코의 다섯 번째 싱글 앨범으로, 1981년 4월 21일 발매되었다. (7" Vinyl: 07SH-977) 곡의 작사는 미우라 요시코 (三浦徳子), 작곡은 자이츠 카즈오 (財津和夫), 편곡을 오무라 마사아키 (大村雅朗)가 맡았다. B 사이드 곡은 〈뺨을 스치는 바닷바람〉(頬に潮風 호니시오카제[*])이며, 작사는 아시카와 사키코 (浅川佐記子), 작곡은 모리이에 주키치 (森家住吉), 편곡을 마츠이 타다시게 (松井忠重)가 담당했다.
자이츠 카즈오와 함께 작업한 두 번째 싱글이자, 데뷔작인 〈맨발의 계절〉부터 가사를 써온 미우라 요시코가 마지막으로 참여한 작품이다. 이 곡은 오리콘 싱글 차트에서 6월 8일 처음 1위를 기록했으며, 15일까지 2주간 차트 정상에 머물렀다. 또한 6월의 오리콘 월간 차트에서도 1위를 기록했다. 1981년 NHK 홍백가합전에 출연할 때 불렀던 곡이기도 하다.
이 곡은 광고에 두 번 사용되었는데, 우선 당시 시세이도의 세안용품인 "에쿠보"의 광고 삽입곡으로 사용되었으며, 2010년에 들어 산토리의 "비타민 워터" TV 광고에도 삽입되었다.

## 수록곡
| #            | 제목                                    | 작사            | 작곡            | 편곡            | 재생 시간 |
| ------------ | --------------------------------------- | --------------- | --------------- | --------------- | --------- |
| 1.           | 〈〈여름의 문〉〉 (夏の扉)              | 미우라 요시코   | 자이츠 카즈오   | 오무라 마사아키 | 3:30      |
| 2.           | 〈〈뺨을 스치는 바닷바람〉〉 (頬に潮風) | 아시카와 사키코 | 모리이에 주키치 | 마츠이 타다시게 | 4:39      |
| 총 재생 시간 | 총 재생 시간                            | 총 재생 시간    | 총 재생 시간    | 총 재생 시간    | 8:09      |